# Zempoala (Hidalgo)
Zempoala ist eine Kleinstadt mit ca. 7.500 Einwohnern und Hauptort einer Gemeinde (municipio) mit knapp 60.000 Einwohnern im Süden des mexikanischen Bundesstaats Hidalgo. Wegen seines kolonialzeitlichen Zentrums und der reizvollen landschaftlichen Umgebung ist der Ort seit dem Jahr 2020 als Pueblo Mágico eingestuft.

## Lage und Klima
Die Kleinstadt Zempoala liegt im von Bergen umgebenen Valle de Apan etwa 120 km (Fahrtstrecke) nordöstlich von Mexiko-Stadt in einer Höhe von ca. 2470 m. Pachuca de Soto, die Hauptstadt des Bundesstaates, befindet sich nur etwa 25 km nördlich. Das Klima der Stadt ist meist warm und trocken; Regen (ca. 850 mm/Jahr) fällt ganz überwiegend im Sommerhalbjahr.

## Bevölkerung
| Jahr      | 1980 | 2000 | 2020 |
| Einwohner | 1231 | 5517 | 7205 |

Die meisten Einwohner der Kleinstadt sind indianischer Abstammung; auch der Anteil von Mestizen ist relativ hoch. Nur noch ein kleiner Teil der Einwohner der Gemeinde spricht den regionalen Nahuatl-Dialekt; Umgangssprache ist meist Spanisch.

## Wirtschaft
In den verstreut liegenden Dörfern des Municipios wurde bis weit ins 20. Jahrhundert hinein hauptsächlich zum Zweck der Selbstversorgung produziert; auf den Feldern werden Mais, Bohnen, Gemüse und Agaven zur Herstellung von Pulque angebaut; daneben gibt es ausgedehnte Weideflächen.

## Geschichte
Die Gegend war bereits in vorspanischer Zeit besiedelt; es war die Hauptstadt des Königreichs Totonacapan, welches im Jahr 1463 von den Azteken unterworfen wurde. Xicomecoatl, der „dicke“ Kazike von Cempoala war infolgedessen mit den Azteken verfeindet und gewährte Hernán Cortés zahlreiche Dienste bei der Eroberung von Tenochtitlan. Die spanische Stadtgründung erfolgte um das Jahr 1523/4; danach wurde die Region von Mönchen des Augustiner- und des Franziskanerordens christianisiert. In der Folgezeit dezimierten Krankheiten und Seuchen die indigene Bevölkerung, so dass diem Stadt um das Jahr 1600 verlassen war.

## Sehenswürdigkeiten
- Die archäologische Stätte von Cempoala liegt am Stadtrand. Sie umfasst zahlreiche Bauten, darunter Tempelpyramiden, Paläste etc.
- Im Ortszentrum gibt es mehrere lauschige Gassen mit Gebäuden aus der Kolonialzeit.
- Der vom Franziskanerorden gegründete Ex-Konvent Todos los Santos entstand in den Jahren 1570 bis 1585. Neben der Kirche ist noch heute eine Capilla abierta erhalten; davor befindet sich ein großer Platz. Während die Kirche im Äußeren weitgehend schmucklos gestaltete ist, zeigt das einschiffige vierjochige Innere gotische Sterngewölbe, die auf kannelierten Wandpfeilern ruhen. Ungewöhnlich ist der erhöhte und nur über beidseitige Treppenaufgänge erreichbare Altar.

Umgebung
- Ca. 10 km südlich des Ortes quert eine 904 m lange und maximal ca. 38,75 m hohe Aquäduktbrücke des insgesamt ca. 48 km langen und von der UNESCO als Weltkulturerbe eingestuften Acueducto del Padre Tembleque ein Flusstal auf der Grenze zwischen den Bundesstaaten Hidalgo und México.[3]
- In der Umgebung existieren mehrere Haziendas, die besichtigt werden können.